# Neostrearia fleckeri
Neostrearia fleckeri är en trollhasselart som beskrevs av L. S. Smith. Neostrearia fleckeri ingår i släktet Neostrearia och familjen trollhasselfamiljen. Inga underarter finns listade i Catalogue of Life.